# Линвуд (Небраска)
Линвуд (енгл. Linwood) град је у америчкој савезној држави Небраска.

## Демографија
По попису из 2010. године број становника је 88, што је 30 (-25,4%) становника мање него 2000. године.
| Група             | 2000.       | 2010.      |
| Белци             | 115 (97,5%) | 78 (88,6%) |
| Афроамериканци    | 0 (0,0%)    | 0 (0,0%)   |
| Азијати           | 0 (0,0%)    | 0 (0,0%)   |
| Хиспаноамериканци | 3 (2,5%)    | 5 (5,7%)   |
| Укупно            | 118         | 88         |